# Caso Bosman
O Caso Bosman é um caso paradigmático do direito que um jogador de futebol belga processou o clube que defendia ao final do seu contrato, obrigando a UEFA para alterar algumas normas.

## Antecedentes
Jean-Marc Bosman foi um futebolista belga que jogou pelo RFC Liège, que até então disputava a Jupiler League (primeira divisão nacional). No fim da temporada de 1989–90, Bosman recusa a redução salarial de 75% que os dirigentes do clube propunham no novo contrato. É colocado na lista dos jogadores transferíveis com uma cláusula de indenização de 11.743.000 francos belgas (cerca de 4,8 milhões de euros). No mês seguinte, Bosman chegou a acordo com o clube francês USL Dunkerque. Liège e Dunkerque concordaram com a transferência do jogador para a temporada mais uma opção de compra, mas não aceita a cláusula de indenização proposta pelo clube belga, que rescinde o contrato do jogador e ele torna-se um jogador livre.
Bosman entrou com uma ação contra o Liége, a Federação Belga de Futebol e a UEFA, porque eles alegaram que as regras de transferência da Federação, da UEFA e da FIFA tinham impedido sua transferência para o Dunkerque.

## Méritos
Com base nos artigos 48, 85 e 86 do Tratado de Roma, de 25 de março de 1957, este proíbe as associações ou federações nacionais e internacionais de esporte de incluírem em seus respectivos regulamentos disposições que limitem o acesso de jogadores profissionais estrangeiros que receberam cidadania da União Europeia. Vai além, proíbe os clubes de futebol de exigir e receber qualquer pagamento pela contratação de um dos seus jogadores por um novo clube, quando faltavam menos de 6 meses para o final contrato do jogador.

## Decisão
Em 15 de dezembro de 1995, o Tribunal de Justiça da União Europeia, sediado em Luxemburgo, dá razão a Bosman. Devem ser abolidas as restrições sobre a utilização e transferências de jogadores comunitários.

## Dados cronológicos
- 1982: Jean-Marc Bosman, à época com 17 anos, assina o seu primeiro contrato profissional com o Standard de Liège. Em 5 temporadas, foram 86 jogos e 3 gols marcados.
- 1988: Bosman transfere-se para o RFC Liège por €75.000 (ainda com o franco belga em circulação).
- 1990: Em final de contrato, o jogador pretende assinar contrato com o Dunkerque, então da segunda divisão francesa, depois de o Liège cortar o seu salário em cerca de 60%. O clube fixa, entretanto, o seu passe em €600.000, valor que o Dunkerque recusa. Dessa maneira, a transferência de Bosman para os Golfinhos não é concretizada.
- Agosto de 1990: Bosman decide mover ação contra o Liège.
- Novembro de 1990: O jogador recebe a notícia de que o Tribunal lhe deu razão. Transfere-se então para o Saint-Quentin, da Terceira Divisão francesa, sem que fosse paga qualquer indenização ao Liège.
- 1991: O Liège interpõe o recurso da decisão e leva o caso ao Tribunal de Justiça da Bélgica. Bosman não poderia jogar enquanto a sentença não fosse proferida, recebendo então um subsídio de desemprego do Estado francês.
- 1992: Bosman muda-se para a ilha de Reunião, um departamento francês próximo a Madagáscar, para defender o Saint Denis. Em setembro, regressa à Bélgica, embora sem jogar ou receber qualquer subsídio por encontrar-se desempregado.
- 1993: O jogador assina, por um ano, com o Olympique Charleroi, da Segunda Divisão belga.
- 1994: É contratado pelo Visé, da Quarta Divisão belga, jogando até aos 31 anos.
- Março de 1995: O Tribunal Supremo da Bélgica rejeita um recurso apresentado pela Federação Belga de Futebol, pelo Liège e pela UEFA contra Bosman.
- Junho de 1995: A mesma entidade jurídica remete o caso para o Tribunal de Justiça da União Europeia, ao qual os advogados de Bosman, Jean-Louis Dupont e Jean-Luc Misson, pedem €750.000, por prejuízos decorrentes do processo a que foi sujeito o seu cliente desde 1990. Os representantes do jogador baseiam a sua argumentação com base no Tratado de Roma, considerando ilegais o sistema de transferências no futebol europeu e o limite à circulação de jogadores da União Europeia no mesmo espaço político e econômico.
- 20 de junho de 1995: O tribunal dá início à discussão do Caso Bosman.
- 20 de setembro de 1995: Carl Otto Lenz, advogado-geral do tribunal de Justiça da União Europeia, sugere que as pretensões de Bosman são válidas.
- 3 de novembro de 1995: Alertada com a opinião de Lenz, a UEFA contra-ataca, apresentando uma carta assinada pelos 49 presidentes das federações nacionais, expondo o seu temor pela divisão do futebol europeu em clubes ricos e pobres, caso o tribunal dê razão a Bosman.
- 20 de novembro de 1995: A Federação Internacional dos Futebolistas Profissionais reúne-se em Bucareste para analisar a evolução das suas relações com a UEFA, em caso de vitória para Bosman.
- 28 de novembro de 1995: O Senado italiano adianta-se à decisão do tribunal, e apresenta a "Emenda Speroni" (de autoria do senador Francesco Speroni), que permite a contratação e a utilização, sem limite, de jogadores da União Europeia.
- 15 de dezembro de 1995: O tribunal dá razão a Bosman. A decisão vai fazer jurisprudência. A partir desta data devem ser abolidas as restrições sobre a utilização e transferências de jogadores comunitários. A UEFA, reunida em Birmingham, por ocasião do sorteio da fase final da Eurocopa 1996, bem como a FIFA, através de um comunicado, mostram-se desagradadas com a sentença, que não permite qualquer recurso.
- 20 de dezembro de 1995: Jesús Samper, secretário-geral da Liga Espanhola, comunica que, no seu país, nada vai mudar devido ao Caso Bosman.
- 21 de dezembro de 1995: Jean-Luc Misson, um dos advogados de Bosman, apresenta no Tribunal de Justiça da União Europeia mais dois processos semelhantes ao de Bosman: o de Jepp Tengdejerg, futebolista dinamarquês, e o de Tim Cranston, jogador inglês de hóquei sobre o gelo.
- 4 de janeiro de 1996: A Federação Inglesa de Futebol segue o exemplo da Liga e decide abrir as portas à livre utilização de jogadores comunitários nas competições que organiza.
- 6 de janeiro de 1996: Os directores desportivos da I e II Divisões da Bundesliga, na Alemanha, chegam a acordo para manter o sistema de limitação de jogadores estrangeiros, no mínimo até o fim da temporada.
- 11 de janeiro de 1996: A Comissão Europeia confirma que a sentença do Tribunal Europeu deve ser aplicada.
- 15 de janeiro de 1996: FIFA e UEFA reúnem-se em Zurique para estudar formas de atuação relativamente ao Caso Bosman e decidem manter nas competições europeias de clubes da temporada em curso a regra de utilização de estrangeiros ainda em vigor.
- 19 de janeiro de 1996: A Comissão Europeia dá um prazo de seis semanas para a UEFA cumprir o disposto na sentença do Caso Bosman, ameaçando aplicar sanções financeiras, levantando as imunidades que a favorecem, e jurídicas, abrindo processos legais contra a UEFA.
- 24 de janeiro de 1996: O Senado italiano aprova a Emenda Speroni sobre a livre circulação dos desportistas comunitários. Trata-se do artigo 12º da Lei Comunitária, separado como projeto de lei autônomo. A aprovação dá "luz verde" à execução do disposto na sentença do Caso Bosman.
- 25 de janeiro de 1996: A UEFA reúne-se com os dirigentes do futebol italiano, para debater o Caso, e Lennart Johansson confessa, pela primeira vez, que o organismo que preside não possui capacidade para punir clubes que utilizem jogadores comunitários fora do limite. Os principais clubes italianos avisam que vão cumprir o disposto na sentença do Tribunal Europeu.
- 25 de janeiro de 1996: Mario Pescante, dirigente-mor do Comitê Olímpico Nacional Italiano (CONI), diz estar na Itália, que preside a União Europeia em 1996, a organizar uma conferência de ministros e secretários de Estado do Esporte, marcada para 29 de março, por forma a ser elaborada uma emenda ou um protocolo para ser criado um regime de excepção para o desporto.
- 26 de janeiro de 1996: É a vez de a UEFA se reunir com dirigentes espanhóis, tendo como pano de fundo a mesma discussão do dia anterior. Os principais clubes seguem o exemplo italiano.
- 1 de fevereiro de 1996: Comissão europeia, por intermédio dos comissários Karel von Miert, da "Concorrência", e Pedraig Flynn, dos "Assuntos Sociais", reúne-se com a UEFA, representada por David Will, presidente de comissão da UEFA para as relações com a União Europeia e vice-presidente da FIFA, e por Jean Fournet-Fayard, membro do Comité Executivo da UEFA. Os Comissários europeus foram claros quanto à sua inflexibilidade com a UEFA, voltando a ameaçá-la para que siga o disposto na sentença do Caso Bosman, reiterando ainda a manutenção do prazo de seis semanas para que a entidade cumpra a sentença.

## Lei Bosman
O Acórdão Bosman, também conhecido como Lei Bosman, foi uma lei permitiu que os futebolistas, que são também considerados trabalhadores comunitários, não se vissem impedidos de jogar noutro país da União Europeia por normas internas da UEFA e das respectivas federações nacionais de Futebol.
Esta Acórdão foi proferido pelo Tribunal de Justiça da União Europeia em 15 de dezembro de 1995, cinco anos após Jean-Marc Bosman entrar na justiça e pedir que seu clube, o RFC Liège, o liberasse para que ele pudesse jogar no clube francês Dunkerque.

## Ver Também
- Caso Simutenkov

## Links
- A sentença do Caso Bosman